# Josef Majer
Josef Majer (1925. június 8. – 2013. október 14.) cseh labdarúgócsatár. 1951-ben és 1953-ban ő volt a csehszlovák bajnokság gólkirálya.
A csehszlovák válogatott tagjaként részt vett az 1954-es labdarúgó-világbajnokságon.